# Będkowo (przystanek kolejowy)
Będkowo – dawny wąskotorowy przystanek osobowy w Węgrzynowie, w gminie Trzebnica, w powiecie trzebnickim, w województwie dolnośląskim, w Polsce. Został otwarty w 1898 roku. Zamknięty został w 1967 roku.